# Chiesa dell'Annunciazione di Maria Vergine (Soragna)
La chiesa dell'Annunciazione di Maria Vergine è un luogo di culto cattolico dalle forme neoclassiche situato in via Castellina Santa Maria 32/a a Castellina, frazione di Soragna, in provincia e diocesi di Parma; è sede di una parrocchia compresa nella zona pastorale della Bassa.

## Storia
L'originario luogo di culto fu edificato in epoca medievale; la prima testimonianza della sua esistenza risale al 1230.
La chiesa, dotata di fonte battesimale, mantenne a lungo una notevole importanza nella zona, in quanto sede di prevostura.
Tra il 1752 e il 1756 l'edificio fu completamente ristrutturato, riutilizzando parte dei materiali recuperati dalla demolizione del vicino castello di Castellina.
Nel 1803 la facciata fu ricostruita dal mastro Ilario Ferramola in forme neoclassiche, seppur riprendendo alcuni elementi barocchi tipici dello stile di Ottavio Bettoli.
Nel 1874 fu modificata la zona del presbiterio, sostituendo l'altare maggiore in legno con uno in marmi policromi e aggiungendo la balaustra.
Il 22 ottobre del 1901 il vicino torrente Stirone straripò allagando anche gli interni della chiesa; l'anno seguente furono eseguiti i lavori di rifacimento della pavimentazione.
Nel 1909 il campanile fu sopraelevato fino all'altezza di 36 m, su progetto del capomastro Luigi Pedretti.
Tra il 2007 e il 2008 il tetto del luogo di culto fu completamente risistemato.

## Descrizione

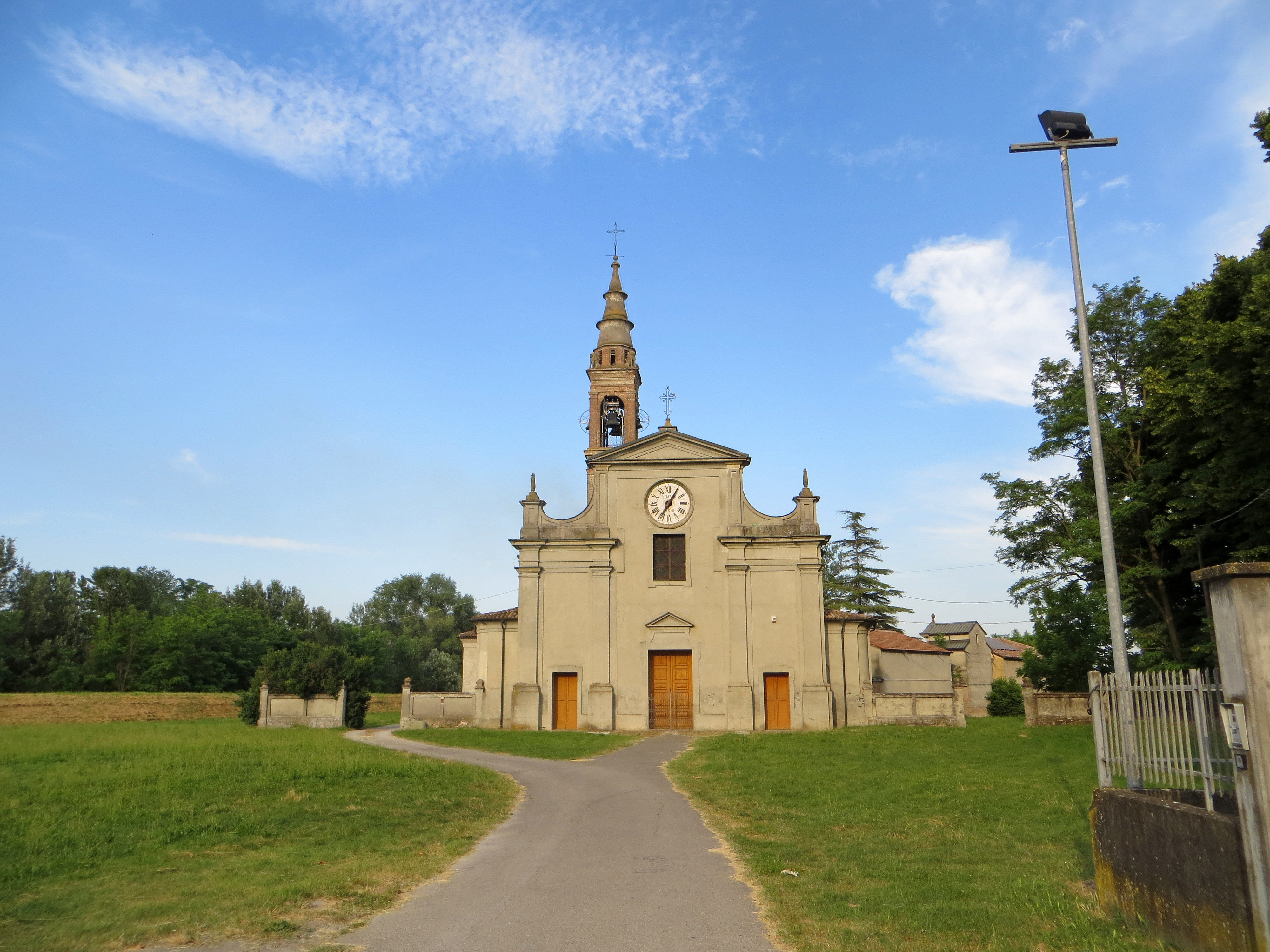
Facciata

La chiesa si sviluppa su un impianto basilicale a tre navate affiancate da due cappelle su ogni lato, con ingresso a ovest e presbiterio a est.
La simmetrica facciata a salienti, interamente intonacata, è scandita verticalmente in tre parti da quattro alte lesene coronate da capitelli dorici. Nel mezzo è collocato l'ampio portale d'ingresso principale, delimitato da una cornice mistilinea e sormontato da un frontone triangolare; più in alto si apre un finestrone rettangolare con cornice mistilinea, sovrastato da un grande orologio; a coronamento si staglia il timpano con cornice modanata, retto da una coppia di lesene scanalate. Ai lati sono posti i due portali d'accesso secondari, delimitati da cornici mistilinee; a coronamento si elevano sul cornicione orizzontale in aggetto due volute concave, che si concludono alle estremità in due piccole guglie.
Dai fianchi aggettano le cappelle laterali; al termine del lato sinistro si innalza su tre ordini sovrapposti il campanile in laterizio, alto 36 m; gli spigoli sono decorati con lesene con capitelli dorici, mentre la cella campanaria si affaccia sulle quattro fronti attraverso ampie monofore ad arco a tutto sesto; in sommità si eleva la lanterna a base ottagonale, sormontata da una guglia conica su tre livelli.
All'interno la navata centrale, coperta da una serie di volte a vela, è separata da quelle laterali da arcate rette da alti pilastri a fascio con capitelli dorici; sui fianchi si aprono le cappelle laterali coronate da volte a botte, contenenti alcuni dipinti di pregio.
Al termine della navata sinistra è collocato all'interno della cantoria neoclassica, realizzata nel 1824 da Giovanni Cavalletti, l'organo a canne.
Il presbiterio, di modeste dimensioni rispetto al resto dell'edificio in quanto probabilmente risalente alla fine del XV secolo, è coperto da una volta a crociera decorata con affreschi; preceduto da una balaustra in marmo, progettata dal pittore Rivara, ospita nel mezzo l'altare maggiore in marmi policromi, anch'esso disegnato dal Rivara e realizzato da Alessandro Monti nel 1874; sul retro si staglia la pala raffigurante l'Annunciazione di Maria, eseguita nei primi anni del XVII secolo da Andrea Mainardi detto "il Chiaveghino".